# Cerkev sv. Andreja, Sveti Andrej (Občina Moravče)
Cerkev sv. Andreja v vasi Sveti Andrej, v strokovni literaturi tudi cerkev sv. Andreja na Dolah ali pri Krašcah, podružnična cerkev Župnije Moravče, kulturni spomenik lokalnega pomena.
Cerkev sestavljajo centralno zasnovana poznobaročna ladja s kupolo z lanterno, poznogotski prezbiterij na vzhodu in klasicistična fasada na zahodu. Zvonik stoji samostojno in je preko mostovža povezan z vhodnim delom cerkve. Ikonografsko zanimiva in kulturno-zgodovinsko pomembna je poslikava prezbiterija z motivom zaprtega vrta, ki jo je v letih 1504-1505 naslikal mojster Leonard s sodelavci; pod beležem so jo odkrili šele v šestdesetih letih 20. stoletja.

## Zgradba
Čeprav stoji cerkev v ravnini, jo je nekdaj obdajalo taborsko obzidje, na kar nas spominjata dve strelni lini »na ključ« in ohranjen ostanek gornjega vhoda na samostojno stoječem zvoniku, ki je bil tedaj  obrambni stolp.
O cerkvi skoraj nimamo pisnih podatkov. Prvič je bila omenjena leta 1526 ob zbiranju cerkvenih dragocenosti za obrambo proti Turkom. Tudi poročila iz vizitacij (1704, 1752) o zgradbi ne povedo ničesar. Še največ smo izvedeli iz fresk, po njihovem odkritju.

## Freske
Strokovnjaki so freske (po slogu in po podpisih, ki so jih na freskah puščali obiskovalci cerkve) časovno uvrstili v prvo desetletje 16. stoletja. Po grbu na južni steni (na rdečem polju prikazuje belo lilijo, ki raste iz stiliziranega hriba) in podobah sv. Jurija in sv. Andreja na pomembnem mestu za oltarjem, so sklepali, da sta naročnika poslikave dva Lilienberžana, Jurij in Andrej (ali morda Andrej po Jurijevi smrti), ki sta pred in po letu 1500 živela v gradu na bližnji Limbarski gori. V zadnjem času pa se je na freski zaprtega vrta posrečilo odkriti tudi zbledel slikarjev podpis, ki so ga prebrali kot Leonardus perfecit millesimo D iiii, ter na borduri na južni steni letnico 1505. S tem so potrdili prvotno datacijo fresk, odkrili pa so tudi ime slikarja, ki so ga prej provizorično imenovali Mojster zaprtega vrta.
Poleg že omenjenih fresk, zaprtega vrta, ki sega preko dveh polj severne stene, in obeh svetnikov v prezbiteriju, so v podločnih poljih prezbiterija ohranjeni štirje pasijonski prizori (Oljska gora, Iškarjotov poljub, Kristus pred Kajfo, bičanje). Od freske križanja v severovzhodnem polju prezbiterija je ostal le spodnji del z Adamovo lobanjo pod križem in z vojaki (fresko so uničili, ko so v baroku prebili steno za baročno okno, ki je danes spet zazidano). Od večjih prizorov sta na južni steni ohranjena prizora sv. Martin deli plašč z beračem in pod njim sv. Nikolaj umiri vihar. Levo od sv. Martina se nahaja že omenjeni grb.
Obočna poslikava povzema shemo kranjskega prezbiterija:  v vzhodnem osrednjem polju je naslikan Kristus-kralj in na drugih poljih angeli z arma Christi, svetniki, svetnice in drugi simbolično-dekorativni liki prepredeni z rastlinsko ornamentiko.
Ikonografsko je, kot rečeno, najbolj zanimiva freska zaprti vrt, alegorična predstavitev Marijinega oznanjenja oz. Kristusove inkarnacije v podobi lova na enorožca. Tudi tej freski manjka spodnji levi del, kjer so v času baroka skozi steno prezbiterija prebili vhod v zakristijo. Nad vratno preklado vidimo (pred naslikanimi vrati vrta) arhangela Gabriela kot lovca, ki trobi v rog. Enorog se je pred zasledovalcem zatekel v naročje Marije, ki sedi sredi vrta. Kristus je naslikan tudi kot mali otrok s križem, ki se spušča proti Mariji od kristomorfnega Boga očeta, obkroženega z angeli. Vrt, obdan z obzidjem, ki ima vrata zaprta, simbolizira Marijino nedotaknjenost, brezmadežnost. To slikar poudari še z vrsto drugih simbolov iz različnih legend  in z napisnimi trakovi, ki pojasnjujejo Marijine lastnosti. Freska je posneta po grafični predlogi in je največja in najkvalitetnejša slovenska upodobitev tega, na Slovenskem redkega motiva.
- prezbiterij z glavnim oltarjem
- freska zaprti vrt
- Marija v zaprtem vrtu s številnimi simboli

Malo pred sv. Andrejem je mojster Leonard poslikal cerkev sv. Lenarta na sosednji Krtini. Njegovo delo najlaže prepoznamo po značilnem obraznem tipu: like je navadno slikal v rahlem zasuku v stran, pri čemer usta vedno stojijo nekoliko postrani. Obrazi so ovalni, poteze plastične, a ne ostre; lasje in brada so vedno rahlo nakodrani, obrvi se ob nosnem korenu vedno nekoliko zasukajo navzgor in dajejo likom nesrečen izraz. Perspektive ni obvladal. Že na Krtini je po slogu razpoznaven njegov pomočnik, za katerega so značilne gotsko elegantne figure s poudarjeno S linijo, obrazi nekoliko starikavega izraza, z velikimi stisnjenimi usti in obokanimi obrvmi. Poleg njiju je pri sv. Andreju razpoznaven še drugi pomočnik, specialist za krajino.

## Oprema
Današnji glavni oltar in prižnica z letnico 1741 sta kvalitetni baročni deli. Oltarna slika cerkvenega zavetnika je pripisana Leopoldu Layerju, zadnjemu izrazitemu predstavniku slovenskega baročnega slikarstva; kipa na oltarju predstavljata sv. Davida, kralja, in sv. Janeza Krstnika. V cerkveni ladji stojita oltar sv. Klemena s kipom sv. Klemena, papeža, v sredini in s  kipoma sv. Petra in sv. Pavla ob strani, ter oltar sv. Frančiška s kipom sv. Frančiška v sredini ter s kipoma sv. Agate in sv. Barbare ob strani. Stranska oltarja je leta 1894 v klasicističnem slogu izdelal rezbar Andrej Rovšek iz Gaberja pod Limbarsko goro. Od slik je najzanimivejši križev pot, ki ga je naslikal Carl Götzel.